# NGC 7610
NGC 7610 es una galaxia espiral en la constelación de Pegaso. Fue descubierta por Andrew Ainslie Common en agosto de 1880, luego fue accidentalmente "redescubierto" por él durante el mismo mes, y se designó como NGC 7616.

## Supernova
En octubre de 2013 la supernova SN 2013fs fue descubierto en NGC 7610. Se detectó aproximadamente 3 horas después de que la luz de la explosión llegó a la tierra, y en pocas horas se obtuvieron espectros ópticos - fueron las primeras observaciones de una supernova en tan poco tiempo.